# Who Cares? (George Gershwin)
Who Cares? is een lied van George Gershwin uit de musical Of Thee I Sing van 1931 op tekst van Ira Gershwin. Het lied werd het eerst uitgevoerd door William Gaxton en Lois Moran tijdens de try-out van Of Thee I Sing op 8 december 1931 in het Majestic Theatre te Boston. De première was op 26 december in het Music Box Theatre in New York. Het lied is vrij snel een jazzstandard geworden.

## Achtergrond
De musical ‘Of Thee I Sing’ is een parodie op de Amerikaanse presidentsverkiezingen. De verkiezingsslogan van presidentskandidaat Wintergreen is: Love.  Wintergreen zingt het lied ‘Who Cares?’ in het Witte Huis waar hij lastige vragen moet beantwoorden van journalisten. Hij had beloofd te zullen trouwen met Diana Devereaux, de winnares van de schoonheidswedstrijd, maar kiest toch voor de vrouw van zijn hart, Mary.
Het lied en de gelijknamige musical was een succes: alleen al in New York hadden een half miljoen mensen de musical bezocht, het was de blockbuster van de jaren 30.

## Kenmerken muziek
Het lied heeft de liedvorm (intro) A-A. Het tempo is gematigd snel met als extra aanduiding “Brightly”.toonsoort is C majeur en de maatsoort alla breve.

De eerste acht maten van 'Who Cares?'

## Vertolkers[4]
- Ella Fitzgerald
- Tony Bennett
- Kim Hoorweg
- Red Norvo
- James Last
- Julian Cannonball Adderley
- Percy Heath
- Connie Kay
- Philly Joe Jones
- Sam Jones
- Blue Mitchell
- Bill Evans
- Sonny Rollins
- Diana Krall
- Art Farmer
- Benny Golson
- Fats Domino
- Bill Charlap
- Dirk Balthaus
- Inigo Grimbergen
- Joep Lumeij
- Percival Mackey
- Maurice Elwin
- Bob Brookmeyer
- Gary Burton
- Stan Getz
- Herbie Hancock
- Elvin Jones
- Ron Carter
- Benny Goodman
- Judy Garland
- Maureen McGovern
- Larry Kert
- Jack Gilford
- Ray Charles
- Janie Fricke
- Buddy Montgomery
- Stan Webb
- Kate Smith
- George Feyer
- Anita O’Day
- Teddy Wilson
- Hugo Rasmussen
- Ed Thigpen
- Benny Carter
- Gene Ramey
- Milt Hinton
- Jo Jones
- Jerry Bergonzi
- Dave Santoro
- Renato Chicco
- Andréa Michelutti
- Fred Astaire
- Peter Zak
- Peter Washington
- Rodney Green
- Howard Alden
- Jon Burr
- Warren Vaché
- Anat Cohen
- Matt Munisteri
- Judy Garland
- Diana Panton
- Oscar Peterson
- Ray Brown
- Joe Pass
- John Schneider
- Joanna MacGregor
- Ove Lind
- Alexander Oliver
- Susannah McCorkle
- Bennie Wallace
- Jackie Cain
- Monica Lewis
- Frans Elsen
- Lionel Hampton
- Fran Warren
- Tal Farlow
- Duke Ellington
- Sammy Davis Jr.
- Carmen McRae
- Bob Cooper
- Bud Shank
- Don Fagerquist
- Milt Bernhardt
- Jimmy Rowles
- Shelley Manne
- Dick Hyman
- Clifford T. Ward
- Art Farmer
- Ahmad Jamal
- Vernell Fournier
- Israel Crosby
- Roland Hanna
- Gene Allen
- Zoot Sims
- John Frosk
- Stephanie Nakasian
- Bill Goodwin
- Vic Juris
- Hod O’Brien
- Steve Gilmore
- Nina Simone
- Irma Curry
- Don Elliott
- Jane Froman